# Parafia Najświętszej Maryi Panny Matki Kościoła w Starogardzie Gdańskim
Parafia Najświętszej Maryi Panny Matki Kościoła w Starogardzie Gdańskim – rzymskokatolicka parafia należąca do  dekanatu Starogard Gdański, diecezji pelplińskiej.

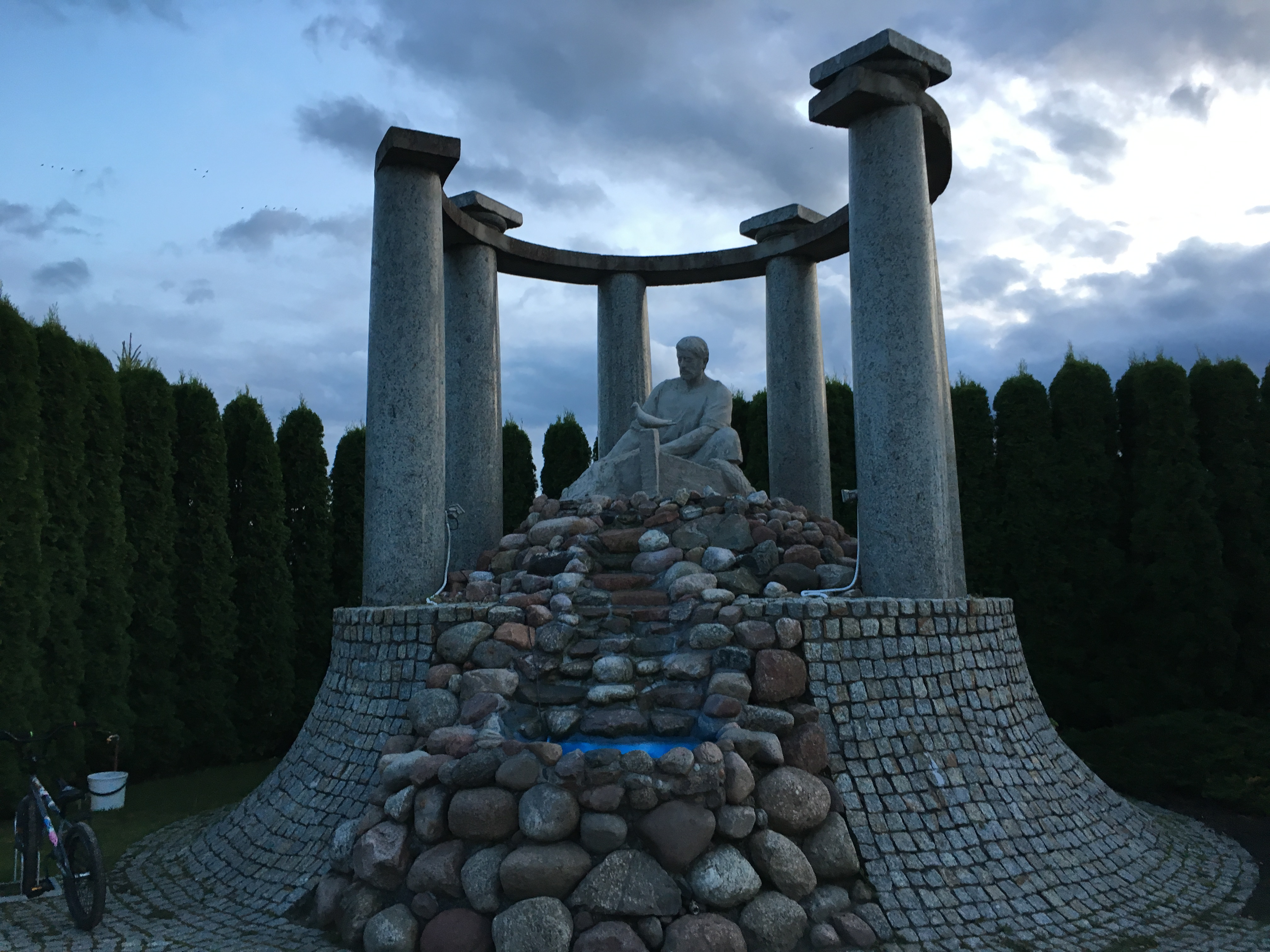
Pomnik Piotra Rybaka, obok świątyni

## Zasięg parafii
Do parafii należą wierni ze Starogardu Gdańskiego mieszkający przy ulicach: Boh. Getta, Borówkowej, Brejskiego, Broniewskiego, Danusi, Dolnej, Górnej, Jagodowej, Jeżynowej, Juranda Ze Spychowa, Kociewskiej (n-ry parzyste), Korytybskiej, Malinowej, Młyńskiej, Nierzwickiego, Nowowiejskiej, Os. Juranda Ze Spychowa, Os. Konstytucji 3 Maja, Os. Nad Jarem, Os. Nad Jeziorem, Os. Piastów, Os. Polanka, Os. Witosa, Osiedlowej, Poziomkowej, Przanowskiego, Zachodniej, Zblewskiej.